# Бенкет Духовний (альбом)
«Бенкет Духовний» — концертний двочастинний альбом українського гурту старовинної музики «Хорея Козацька». Запис здійснено під час живого виступу 5 лютого 2012 року у концертному залі ім. С. Людкевича у Львові.
Альбом складається з двох частин: перша присвячена різдвяній та духовній музиці, друга — авторським, історичним та світським творам з репертуару гурту.

## Опис
Записи були зроблені на живому концерті, а не в студії. До програми увійшли різдвяні піснеспіви, вертепні кантати, колядки, духовні гімни та пісні з рукописних і друкованих джерел XVII–XX століть. Частина композицій походить із українських богогласників та нотованих збірників з Чернігова, Почаєва, Полтави, Львова та Новгорода.

## Учасники запису
- Тарас Компаніченко (кобза Вересая, спів, декламація).
- Сергій Охрімчук (скрипка, спів).
- Данило Перцов (пандора, джаламай, лізард, корнет, блокфлейта, спів).
- Михайло Качалов (фідель, спів).
- Северин Данилейко (віолончель, басоля, спів).
- Ярослав Крисько (старосвітська бандура, ударні, спів).
- Іванна Данилейко (спів).
- Ірина Данилейко (спів).
- Маруся Данилейко (спів).

## Композиції

#### Частина перша
1. «Пінію Врем'я»
2. «Ангели знижайтеся»
3. «З нами Бог»
4. «Востаньте, пастиріє!»
5. «Нуте, нуте, браття сусіди!»
6. «Діва днесь Пребагатого рождає»
7. «Піснь Рождеству Христову о нищеті його»
8. «Новая радость світу ся з'явила»
9. «Возвеселімся всі купно нині»
10. «Радости моє серце ісповни, Діво!»
11. «Дівен Бог на висоті небесной»
12. «Там у світі над землею»

#### Частина друга
1. «Богородице вірним обороно»
2. «Оле, окаянная душе»
3. «Войска Запорожського воїн знаменитий»
4. «Ой на горі там женці жнуть»
5. «Дума гетьмана Мазепи»
6. «Гайдуцький танець»
7. «Хорея козацька»
8. «Балетто Рутене»
9. «Бойківські награвання»
10. «Батуринська колискова»
11. «Хто ни розлучить от любви Божия»
12. «Гречкосій»
13. «Хлопці-молодці»
14. «Кохана дівчино»
15. «За рідний край»
16. «Ще не вмерла Україна»
17. «Пийте, браття, попийте!»